# Sicherstellung (Recht)

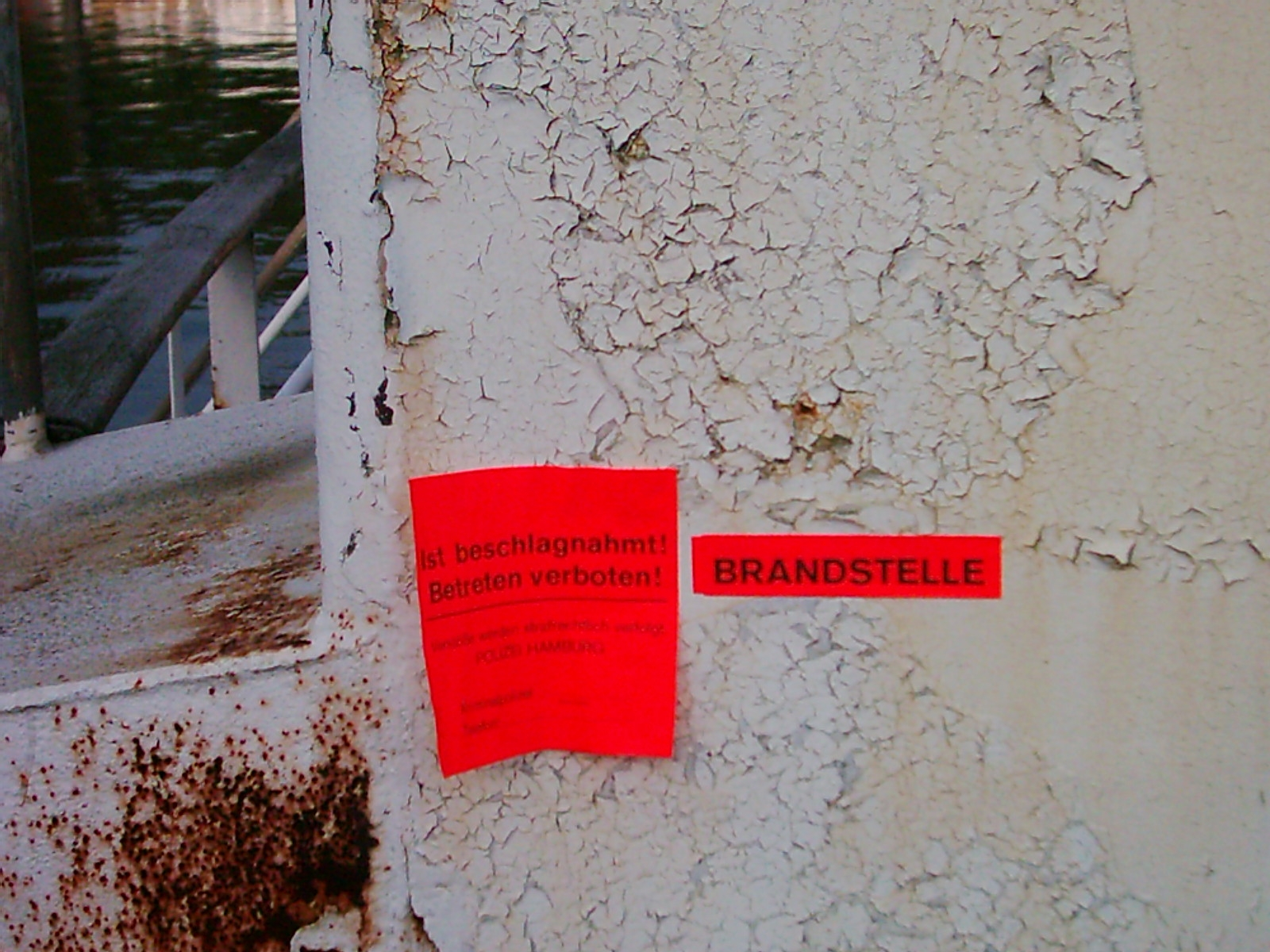
Beschlagnahmte Brandstelle

Sicherstellung ist ein Rechtsbegriff für verschiedene Maßnahmen in verschiedenen Rechtsarten mit unterschiedlichen Zielsetzungen (s. u.). Ziel aller Sicherstellungen ist der Übergang der Sachherrschaft in hoheitlichen Gewahrsam. Gemein ist ihnen auch der Geltungsbereich im Eingriffsrecht. Es ist unerheblich, ob der Inhaber der tatsächlichen Gewalt über eine Sache der Eigentümer ist oder nicht. Es wird in das Grundrecht auf Eigentum (Art. 14 GG) eingegriffen.

## Begriffsbestimmungen
Die Sicherstellung ist die Begründung bzw. Herbeiführung öffentlich-rechtlichen Gewahrsams an einer Sache. Dies kann entweder durch Inverwahrunggabe bzw. -nahme oder Dienstsiegelanlegung geschehen.

## Arten
Eine Sicherstellung kann eine einfache Sicherstellung oder eine Beschlagnahme darstellen. Sie kann repressiven (Verfolgung von Straftaten und Verfolgung von Ordnungswidrigkeiten) oder präventiven Charakter haben wie die präventive Gewinnabschöpfung.

## Strafprozessuale Sicherstellung
- Unter einer einfachen Sicherstellung als Beweismittel versteht man den freiwilligen Gewahrsamsübergang an den Staat zur Straf-/Ordnungswidrigkeitenverfolgung (repressive Sicherstellung) gem. § 94 Abs. 1 StPO; Beispiel: Ein Tatverdächtiger übergibt den Behörden entlastende Dokumente. Erfolgt die Herausgabe freiwillig oder ist die sicherzustellende Sache herrenlos, so spricht man auch von einer formlosen Sicherstellung. Von Freiwilligkeit spricht man, wenn der Gewahrsamsinhaber weiß, dass er nicht zu einer Herausgabe verpflichtet ist.
- Der zweite Fall der Sicherstellung als Beweismittel ist in § 94 Abs. 2 StPO geregelt. Wenn der Gewahrsamsinhaber die Sachen nicht freiwillig herausgeben will, so sind diese zu beschlagnahmen. Hier liegt eine formgebundene Sicherstellung vor, da sie weitere zu treffende Maßnahmen nach sich zieht, wie bspw. die Beantragung der richterlichen Überprüfung – siehe § 98 StPO. Hier spricht man – wie bereits erwähnt (§ 94 Abs. 2 StPO) – von einer Beschlagnahme.

Auch bei freiwilliger Herausgabe von Sachen kommt mitunter eine Beschlagnahme in Betracht, da nur durch die Sicherstellung durch Beschlagnahme auch der strafrechtliche Schutz des § 136 StGB (Verstrickungsbruch, Siegelbruch) begründet wird.
Die Beschlagnahme darf nur durch den Richter und bei Gefahr im Verzug auch durch die Staatsanwaltschaft und ihren Ermittlungspersonen (z. B. Polizeibeamte) angeordnet werden, § 94 Abs. 1 Satz 1 StPO. Sie muss dem Grundsatz der Verhältnismäßigkeit entsprechen. Wird sie nicht richterlich angeordnet und erhebt der Beschuldigte Widerspruch, muss binnen drei Tagen eine gerichtliche Bestätigung beantragt werden. Daraufhin entscheidet ein Richter über die Maßnahme, § 94 Abs. 2 Satz 1 StPO. Auch nachträglich kann der Betroffene jederzeit die gerichtliche Entscheidung beantragen, § 94 Abs. 2 Satz 2 StPO.
Die Sicherstellung/Beschlagnahme ist in der Straf- und Ordnungswidrigkeitenverfolgung angesiedelt und aufgeteilt in:
- Beschlagnahme zur Beweismittelsicherung gem. § 94, § 98 StPO (Zweck: Sicherung des Strafverfahrens gegen Beweisverlust)
- Beschlagnahme zur Einziehung/Verfall des Gegenstandes gem. § 73, §§ 74 ff. StGB
  - Beschlagnahme eines Führerscheins, wenn dringender Verdacht auf eine Straftat gem. § 315c, § 316, § 142 oder § 323a StGB besteht und zu erwarten ist, dass ein Beschluss zur (vorläufigen) Entziehung der Fahrerlaubnis ergehen wird gem. § 94 Abs. 3, § 98, § 111a StPO, § 69 StGB
  - Rückgewinnungshilfe gem. § 111b ff. StPO
  - Einziehungsgegenstand (verbotener Gegenstand oder Verhinderung der weiteren Begehung, z. B. § 21 Abs. 3 StVG) – Letzteres stellt streng genommen eine doppelfunktionale Maßnahme dar (Repression und Gefahrenabwehr).

### Verfahren
Mit der Sicherstellung der Sache wird die Sache, behördlich Asservat genannt, in ein hoheitliches Verwahrungsverhältnis überführt und damit „verstrickt“. Verletzungen dieser Verstrickung können als Verstrickungsbruch (§ 136 StGB) oder ggf. als Verwahrungsbruch (§ 133 StGB) geahndet werden.
Sicherstellungen können unter bestimmten Voraussetzungen mittels Anwendung von Verwaltungszwang oder mittels Anwendung von unmittelbarem Zwang durchgesetzt werden. Leichen gelten als Sache. Tiere werden rechtlich als Sachen behandelt. Das Äquivalent für ähnliche Maßnahmen bei Personen ist die Verhaftung, Festnahme und der Gewahrsam.
Wer einen Gegenstand der vorbezeichneten Art in seinem Gewahrsam hat, ist verpflichtet, ihn auf Erfordern vorzulegen und auszuliefern (§ 95 Abs. 1 StPO). Sicherstellungen und Beschlagnahmen können sich auch auf unbewegliche Gegenstände beziehen. Diese werden durch Versiegelung oder Einfriedung als beschlagnahmt gekennzeichnet; Beispiele: Fabrikhalle, Wohnung, Baustelle.
Für bestimmte Gegenstände bestehen Beschlagnahmeverbote (z. B. in Bezug auf Personen, die ein Zeugnisverweigerungsrecht besitzen) gem. § 97 StPO oder in Fällen des § 96 StPO (vorliegende Sperrerklärung einer Behörde in Bezug auf Akten).
An bestimmte Beschlagnahmen werden zusätzliche Voraussetzungen geknüpft:
- die Beschlagnahme der an den Beschuldigten gerichteten Briefe (Papierform und elektronisch), Postsendungen und Telegramme gem. § 99 StPO (Postbeschlagnahme)
- die Beschlagnahme von Schriftstücken oder Druckerzeugnissen gemäß § 111m StPO
- die Beschlagnahme von Vermögen eines aufgrund bestimmter schwerwiegender Straftaten Beschuldigten, gegen den Anklage erhoben oder Haftbefehl erlassen wurde, gem. § 443 StPO (Vermögensbeschlagnahme) u. a.

Beweismittel, die für die Untersuchung nicht mehr von Belang sind, sind an den Eigentümer zurückzugeben. Gegenstände, die zur Gefahrenabwehr sichergestellt worden sind, sollen zurückgegeben werden, wenn der Grund entfallen ist.
Über die sichergestellten Gegenstände ist ein Verzeichnis zu fertigen und ein Abdruck an den letzten Gewahrsamsinhaber auszuhändigen (§ 107 StPO). Ab dem Gewahrsamsübergang ist der Gegenstand ein Asservat. Die unerlaubte Rückabwicklung ist in Deutschland strafbar; wenn der Gegenstand als Beweismittel gilt, kommt Verstrickungsbruch in Betracht.

### Befugnisträger
Sicherstellungen zur Gefahrenabwehr und einfache Sicherstellungen zur Straf-/Ordnungswidrigkeitenverfolgung gem. § 94 StPO (§ 46 OWiG) ist nur durch zuständige und befugte Amtsträger möglich (z. B. Vollzugsbeamte).
Sonstige Sicherstellungen dürfen grundsätzlich nur durch den Richter angeordnet werden (Richtervorbehalt). Bei Gefahr im Verzug dürfen auch Staatsanwälte und die Ermittlungspersonen der Staatsanwaltschaft die Anordnung hierzu erteilen bzw. diese ausführen (§ 98 Abs. 1 Satz 1 StPO), außer in den Fällen des § 97 Abs. 5 Satz 2 StPO – dann ist die Anordnung generell durch den Richter möglich (§ 98 Abs. 1 Satz 2 StPO).
In Fällen, in denen ein Befugnisträger eine Sicherstellung/Beschlagnahme nicht selbst durchführen kann, ist auch eine Delegierung der Durchführung (mit dem Status als Durchsuchungshelfer) denkbar, z. B. aggressiver herrenloser Bienenschwarm wird durch die Feuerwehr im Auftrag sichergestellt oder eine Tür wird durch einen Schlüsseldienst geöffnet.

## Verwaltungsrechtliche und polizeiliche Sicherstellung
Von der repressiven strafprozessualen Sicherstellung ist die präventive Sicherstellung zu unterscheiden. Diese dient der Gefahrenabwehr. Sie ist im Gesetz über die Bundespolizei (Bundespolizeigesetz – BPolG) und den Sicherheits- und Ordnungsgesetzen der Länder geregelt. Welche Rechtsgrundlage einschlägig ist, hängt davon ab, welche Behörde gehandelt hat (Bundespolizei, Landespolizei oder Verwaltungs-/Ordnungsbehörden).
Die gefahrenabwehrrechtliche Sicherstellung dient
- der Abwehr einer gegenwärtigen Gefahr (§ 47 Nr. 1 BPolG; in Hessen § 40 Abs. 1 Nr. 1 HSOG),
- dem Schutz des Eigentümers oder Inhabers der tatsächlichen Gewalt vor Verlust oder Beschädigung (§ 47 Nr. 2 BPolG; in Hessen § 40 Abs. 1 Nr. 2 HSOG) oder
- dem Schutz des Einzelnen, aber auch der Allgemeinheit, wenn die Sache von einer sistierten Person mitgeführt wird, die sich mit der Sache töten oder verletzen könnte, Leben oder Gesundheit anderer schädigen könnte, fremde Sachen beschädigen könnte oder sich oder einem anderen die Flucht ermöglichen oder erleichtern könnte (§ 47 Nr. 3 BPolG; in Hessen § 40 Abs. 1 Nr. 3 HSOG).

Landesrechtlich ist eine Sicherstellung auch möglich, wenn Anhaltspunkte bestehen, dass die Sache zur Begehung einer Straftat oder Ordnungswidrigkeit gebraucht oder verwertet werden soll (in Hessen z. B. nach § 40 Abs. 1 Nr. 4 HSOG).

### Verfahren
Die Sicherstellung erfolgt im Allgemeinen durch Verwaltungsakt (Sicherstellungsanordnung), kann aber – wenn der Inhaber der Sache nicht erreichbar ist – auch im Wege des Sofortvollzugs erfolgen.

### Folgen der Sicherstellung
Sichergestellte Sachen werden behördlich verwahrt (§ 48 BPolG; in Hessen § 41 HSOG), ggf. auch verwertet (§ 49 BPolG; in Hessen § 42 HSOG), wenn wegen Verderblichkeit ein Verlust droht (z. B. bei Lebensmitteln) oder eine behördliche Verwahrung nur erschwert möglich ist (z. B. bei Tieren). Die Verwertung erfolgt durch öffentliche Versteigerung (§ 49 Abs. 3 BPolG; in Hessen § 42 Abs. 3 HSOG). In Einzelfällen können sichergestellte Sachen auch vernichtet werden (§ 49 Abs. 4 BPolG; in Hessen § 42 Abs. 4 HSOG).
Sind die Voraussetzungen für eine Sicherstellung entfallen, ist die Sache an den früheren Inhaber herauszugeben (§ 50 Abs. 1 BPolG; in Hessen § 43 Abs. 1 HSOG). Wurde die Sache verwertet, ist der Erlös aus der Verwertung an den Berechtigten auszukehren (§ 50 Abs. 2 BPolG; in Hessen § 43 Abs. 2 HSOG).
Beispiele für gefahrenabwehrbehördliche Sicherstellungen sind die Ingewahrsamnahme von verwahrlosten Tieren (§ 16a TierSchG) oder die Wegnahme von neuen psychoaktiven Stoffen (§ 3 NpSG).